# Candirenggo (Ayah)
Candirenggo is een bestuurslaag in het regentschap Kebumen van de provincie Midden-Java, Indonesië. Candirenggo telt 4573 inwoners (volkstelling 2010).